# Шаркевич Всеволод Данилович
Всеволод Данилович Шаркевич (нар. 11 лютого 1911, Шаргород — пом. 1994) — український художник; член Спілки художників України.

## Біографія
Народився 11 лютого 1911 року в місті Шаргороді (тепер Вінницька область, Україна). 1941 року закінчив Київський художній інститут (викладачі Теофіл Фраєрман, Абрам Черкаський, Павло Волокидін, Федір Кричевський).
Брав участь у всеукраїнських виставках з 1945 року. Жив у Києві в будинку на вулиці Менжинського, 44, квартира 13. Помер у 1994 році.

## Творчість
Працював в галузі станкового живопису. Майстер натюрморту, пейзажу, історичного та побутового жанрів. Твори:
- портрет дружини (1945);
- портрет С. А. Ковпака (1958);
- «Натюрморт. Півонії» (1958);
- «Колгоспна самодіяльність» (1960).